# Agésilas (Xénophon)
Pour les articles homonymes, voir Agésilas.
Agésilas, en grec ancien Άγησίλαος, est un ouvrage philosophique, historique, biographique, panégyrique et apologétique de Xénophon consacré au roi Agésilas II de Sparte.

## Introduction
Le genre relève de l’éloge, de la louange, et d’un style proche de celui d’Isocrate, tandis que l’emphase et la recherche des termes le rapprochent de Gorgias. Dans Le Banquet de Platon, Agathon fait un éloge de l’eusébie, la justice, la tempérance, le courage et la sagacité ; Xénophon observe ces valeurs dans le même ordre dans son Agésilas. Pour Xénophon, la distinction entre le tyran et le roi réside dans l’eusébie et la tradition ; la légitimité du roi est différente de celle du tyran en ceci qu’elle ne dépend pas d’une usurpation. Certains passages sont empruntés aux Helléniques.

## L'œuvre

### Chapitre I. Famille d'Agélisas. Son expédition en Asie. Sa fidélité à ses serments. Tandis que Tissapherne l'attend en Carie, il envahit la Phrygie.
Après avoir décrit l’arbre généalogique qui remonte à Héraclès, et les hauts faits du roi - dont la campagne en Asie mineure - Agésilas est qualifié d’hégémôn des Grecs et des barbares. Xénophon dit des rois de Sparte que jamais ils n’ont été en concurrence avec les autres niveaux de pouvoir, et prouve la légitimité de l’élection par une préférence citoyenne plutôt que l’oracle du devin Diopithès communément admis. Son élection avait coïncidé avec une menace perse sur terre et mer. Agésilas, trahi par Tissapherne, prend cette trahison pour calomnier le parjure, et gagner Grecs et barbares à sa cause. Il entre en conflit avec Sparte et est vaincu. Communiquant une humanité, il n’abandonnait pas les prisonniers à leur sort, ordonnait que l’on ait égard pour leur vieillesse, et après le ralliement d’une vile à sa cause, les esclaves étaient dispensés de devoirs envers leurs maîtres, et l’homme libre devait une obéissance égale à celle de ceux qui le commandent. Les pillages racontés par Xénophon sont vus comme justes, parce que leur but est d’enrichir le soldat et de l’entretenir, ainsi que de susciter une image auprès de l’ennemi autant qu’auprès des amis, que l’on préserve de se faire agresser. Tandis que le commandant perse défait à la bataille de Sardes, Tissapherne, est mis à mort, Agésilas retourne en Grèce.

### Chapitre II. Agésilas bat les Thessaliens devant le Mont Nathakion, et les alliés à Coronée. Il sauve Sparte. Son expédition en Égypte.
Xénophon expose le récit de la victoire d’Agésilas sur des troupes. Plutarque relève des objections contre l’éloge de Xénophon ; celui-ci rappelle qu’il s’est opposé à une paix avec des ennemis vaincus, à qui il impose le retour dans leurs murs des citoyens exilés à cause de leur sympathie pour Sparte. Après la Bataille de Coronée, il a méprisé l’opinion qui refusait la campagne suivante, et est allé chercher des fonds pour son armée auprès de deux alliés perses : à Assos puis à Sestos, où par deux fois l’ennemi s’enfuit en apprenant l’arrivée d’Agésilas. Les chefs des allés lui offrent une escorte et des fonds. Alors qu’il avait déjà un âge considérable, il fut également appelé en Égypte, où il ne reçoit pas de commandement ; de surcroît les Égyptiens se scindent et élisent deux chefs distincts au lieu du seul roi qui a mandé sa participation, obligeant Agésilas à prendre parti sous peine de n’être payé par personne pour ses services. Agésilas prend le parti qui est victorieux après la bataille, se voit heureux d’être payé comme il l’avait prévu, et s’en fait un allié pour Sparte, où il retourne à Sparte cet hiver-là, s’embarquant malgré l’hiver pour être préparé contre l’ennemi au retour du printemps.

### Chapitre III. La piété et la loyauté d'Agésilas.
Xénophon entreprend dans ce chapitre de prouver les vertus d’Agésilas, commençant par l’eusébie, le respect du aux dieux, le respect du juste milieu dans le comportement et la connaissance de limites à ne pas franchir avec les lois divines, une honnêteté qui rejoint une vertu dont même ses ennemis étaient certains, et grâce à laquelle ils fondaient comme sûrs ses serments et ses armistices ; des ennemis l’ont consulté pour éviter de se parler. Selon Xénophon, il est beau pour un général d’être reconnu comme respectueux des dieux et probe.

### Chapitre IV. Son désintéressement.
Soucieux de démontrer le désintéressement d’Agésilas, Xénophon déclare que l’on ne peut voler autrui si l’on en attend une reconnaissance légitime ; la justice ne vaut pas pour les ingrats, et il est injuste de ne pas s’acquitter de sa dette ; Xénophon, pour preuve de désintéressement, a montré qu’Agésilas était capable d’emprunter : l’homme désintéressé préfère avoir moins par générosité, que davantage par injustice. La libéralité est un argument supplémentaire pour preuve du désintéressement d’Agésilas selon Xénophon.
Un code d’honneur paraît dans la noblesse de l’opposant : il est plus important d’enrichir son armée plutôt que sa personne, et veiller à son prestige en dérobant les armes de sa dépouille plutôt que d’en accepter des présents.

### Chapitre V. Sa tempérance et sa continence.
Les plaisirs des sens
C’est par l’endurance qu’un chef doit se distinguer d’un soldat. Agésilas est pris en exemple de l’homme qui sait se maîtriser face aux plaisirs, ne buvant ni ne mangeant avec excès ; Xénophon range l’ivresse et la paresse respectivement avec la folie et la gourmandise. Il se glorifiait d’être actif, afin de servir d’exemple.
Les plaisirs amoureux
La pédérastie est appliquée à Sparte ; il paraît incroyable à Xénophon qu’elle soit courante ailleurs, elle fait partie des lois à Sparte. Xénophon affirme sa proximité avec le roi et son statut privilégié comme gage de la véracité de ses faits : il écrit qu’Agésilas s’est refusé au baiser des honneurs, tradition perse, qu’il propose de recevoir par un intermédiaire.

### Chapitre VI. Son courage. Comment il se faisait aimer des siens et craindre des ennemis.
Le courage d’Agésilas s’est également démontré parce qu’il fait la guerre a de plus puissants, et toujours au premier rang. Xénophon déclare qu’Agésilas, en obéissant en tout à sa patrie, parvint à une telle autorité qu’il faisait à Sparte ce qu’il voulait ; Plutarque dans sa Vie d’Agésilas relativise : ce qu’il y avait de plus puissant dans l’État, c’était le collège des éphores et la boulè ; contrairement à ce que faisaient ses prédécesseurs qui méprisaient la boulè, Agésilas leur rendaient hommage et leur témoignait du respect.
Sa sagesse était, selon Xénophon, marquée ses rapports avec la patrie et ses soldats, dont il s’attira amitié et affection par son souci du bien d’autrui ; ses soldats observent la discipline par obéissance et amour pour son chef. Aux chapitres XIV et XV de l’Économique de Xénophon, l’amour pour le chef est également le mobile du dévouement des subordonnés - et des esclaves. 

### Chapitre VII. Son patriotisme. Sa soumission aux lois. Son amour de la Grèce et sa haine des Barbares.
Agésilas est patriote, et le démontre en se soumettant aux lois, et en faisant preuve d’un courage au service de Sparte autant qu’un père avec ses enfants vis-à-vis de ses adversaires politiques, par la correction, la reprise ou encore la récompense pertinente.

### Chapitre VIII. Son urbanité. Sa réponse au roi de Perse qui lui offrait son amitié. La simplicité de son train de vie.
Pour Agésilas, l’amitié et son l’hospitalité, entre puissants a l’amitié de la Grèce pour principe. Xénophon revient ensuite sur la libéralité d’Agésilas, et se concentre sur la vertu d’Agésilas, décrites par des anecdotes qui montrent sa noblesse d’âme, sa modestie, et rappelant son désintéressement, refusant amitié et hospitalité pour plaire à la Grèce. Agésilas est un exemple de forteresse imprenable : telle est son âme, imprenable.

### Chapitre IX. Le régime de vie d'Agésilas comparé à celui du grand roi.
Comparant Agésilas et le roi de Perse, le Perse et le Spartiate sont décrits en tous points par opposés, rappelant la tempérance du Spartiate et le faste perse ; là où le premier est courageux, l’autre fait preuve de faiblesse d’âme. L’image noble et virile d’Agésilas est d’autant plus belle qu’Agésilas associe sa maison rangée et « brillante » à une image noble de sa sœur, qui partage avec lui les passions nobles de la chasse et l’élevage de chevaux.
Note sur le chapitre
Selon Plutarque, Agésilas a voulu montrer aux Grecs en engageant sa sœur à participer avec un char aux Jeux olympiques que la victoire ne dépend pas de la vertu, mais des richesses.

### Chapitre X. Sa vie est un modèle de toutes les vertus.
Désireux de confirmer qu’Agésilas est vertueux et est digne d’un modèle en la matière, Xénophon décrit cette vertu comme patiente au travail et énergique au combat, et rappelle l’honnêteté avant de décrire point par point les parties de cette excellence par le défaut qu’Agésilas n’a pas à l’inverse de la qualité dont il fait preuve avec naturel et volonté. 

### Chapitre XI. Idées et maximes d'Agésilas.
Ce chapitre se veut un sommaire de la vertu, afin d’insister pour que cet éloge se grave mieux dans la mémoire en étant répété.

Commençant par la religion, Xénophon rappelle combien Agésilas la respectait en temps de guerre et en temps de paix, et considérait la maltraitance des suppliants comme impie - gueux autant qu’ennemis vaincus, se plaignant de certaines lois trop douces contre les sacrilèges. Agésilas honnissait l’ingratitude et remerciait les dieux avec zèle. Amène, il triait les gens de bien qu’il fréquentait des autres gens, mais était ouvert à la discussion avec tous, s’adressant à celui qu’il entendait blâmé, partisan de la franchise et ennemi de toute dissimulation, hypocrisie ou calomnie. En tant que roi, il se devait plus redevable de probité, et non d’estime. Une idée de ce chapitre, au sujet de « l’homme de bien qui montre une grande bienveillance en privé et adresse des sollicitations » est commune aux Lois de Platon et à l’Agésilas de Xénophon, qui présente comme un homme de bien celui qui « reçoit volontiers les éloges de ceux qui à l’occasion savent le reprendre ». Homme public, il ne pardonnait pas leurs erreurs aux autres hommes publics à cause de leurs conséquences. Opposé à son image sur les monuments à sa mémoire, Agésilas oppose œuvre d’art et œuvre personnelle ; un objet d’art est signe de richesse, une victoire est signe de vertu.
Sur le plan de la justice, Xénophon décrit Agésilas comme un homme équitable et généreux, pensant qu’il est du devoir d’un homme généreux de donner de son bien, et de ne dire personne heureux avant d’être mort non sans gloire. Agésilas regardait la vertu non comme le prix d’une peine, mais d’un plaisir. Il travaillait sa sagesse à ce qu’elle soit visible dans ses actions que dans ses paroles. Xénophon rappelle le courage et l’aménité de son modèle en le montrant moins matérialiste que spirituel, simple pour lui-même, motivé pour la magnificence de son armée, tempérant dans ses besoins, comme la victoire et la perspicacité face aux ennemis.
Agésilas a vécu les limites de la vieillesse de l’esprit et de l’âme contrairement à celles de la force physique ; Xénophon affirme que « chez les hommes de bien la force de l'âme ne vieillit jamais ». Xénophon fait d’Agésilas le modèle de l’homme supérieur au jeune dans sa vieillesse, regretté de ses amis, patriote au-delà même de la mort.